# 士禍
士禍（韓語：사화）指的是朝鮮王朝時期士族（官僚）受到政治清洗的事件。「士禍」一詞本意是「士林之禍」，最初指的是士林派被勳舊派或外戚以莫須有的罪名肅清的災禍。在勳舊派失勢、士林派抬頭之後，指朋黨鬥爭而導致士族被大規模清算的事件。
戊午士禍、甲子士禍、己卯士禍、乙巳士禍是朝鮮王朝歷史上最重要的士禍，這四場士禍並稱為「四大士禍」。

## 種類

### 士禍
- 戊午士禍（무오사화）（1498年）
- 甲子士禍（갑자사화）（1504年）
- 己卯士禍（기묘사화）（1519年）
- 乙巳士禍（을사사화）（1545年）
- 丁未士禍（정미사화）（1547年）
- 辛壬士禍（신임사화）（1722年）

### 獄事
- 辛巳誣獄（신사무옥）（1521年）
- 己酉獄事（기유옥사）（1549年）
- 己丑獄事（기축옥사）（1589年）
- 癸丑獄事（계축옥사）（1613年）
- 乙亥獄事（을해옥사）（1755年）

### 換局
- 庚申换局（경신환국）（1680年）
- 己巳換局（기사환국）（1689年）
- 甲戌換局（갑술환국）（1694年）
- 辛丑換局（신축환국）（1721年）
- 乙巳換局（을사환국）（1725年）
- 丁未換局（정미환국）（1727年）

### 邪獄
- 辛亥邪獄（신해사옥）（1791年）
- 辛酉邪獄（신유사옥）（1801年）
- 己亥邪獄（기해사옥）（1839年）
- 丙午邪獄（병오사옥）（1846年）
- 庚申邪獄（경신사옥）（1860年）
- 丙寅邪獄（병인사옥）（1866年）